# Cristian Romero
Cristian Gabriel „Cuti” Romero (n. 27 aprilie 1998, Córdoba, Argentina, Provincia Córdoba, Argentina) este un fotbalist profesionist argentinian care joacă pe postul de fundaș central la Tottenham Hotspur în Premier League și la echipa națională Argentinei. Considerat drept unul dintre cei mai buni apărători din lume, este cunoscut pentru stilul său de joc agresiv, abilitatea cu mingea și dominația în duelurile aeriene.
După ce a trecut prin categoriile de juniori ale echipei, Romero și-a început cariera de seniori în 2016 la Belgrano. S-a mutat în Italia în 2018, jucând pentru Genoa. Romero a fost cumpărat de Juventus în sezonul următor; a fost trimis înapoi împrumutat la Genoa, înainte de a fi împrumutat la Atalanta în 2020. După ce a fost nominalizat cel mai bun apărător din Serie A în 2020-21 cu Atalanta, clubul a exercitat opțiunea de cumpărare înainte de a-l împrumuta pe Romero lui Tottenham cu obligația de cumpărare. După o perioadă de împrumut de succes, Romero a fost semnat de Tottenham în 2022.
Romero a reprezentat naționala sub-21 de ani a Argentinei la Campionatul Sud-American sub-20 din 2017. Și-a făcut debutul la seniori în 2021 și a fost un membru cheie al echipelor care au câștigat Copa America 2021, Campionatul Mondial 2022 și Copa America 2024.

## Titluri
Tottenham Hotspur
- UEFA Europa League: 2024–25[7]

Argentina
- Campionatul Mondial: 2022[8]
- Copa América: 2021,[9] 2024[10]
- Cupa Campionilor CONMEBOL-UEFA: 2022[11]

Individual
- Cel mai bun fundaș din Serie A: 2020–21[12]
- Echipa turneului din Copa America: 2021,[13] 2024[14]